# Guttau
Guttau, sorbisch Hućinaⓘ, ist ein Ortsteil von Malschwitz im ostsächsischen Landkreis Bautzen. Er zählt zur Oberlausitz, gehört zum offiziellen Siedlungsgebiet der Sorben und hat knapp 300 Einwohner.

## Geografie und Verkehr

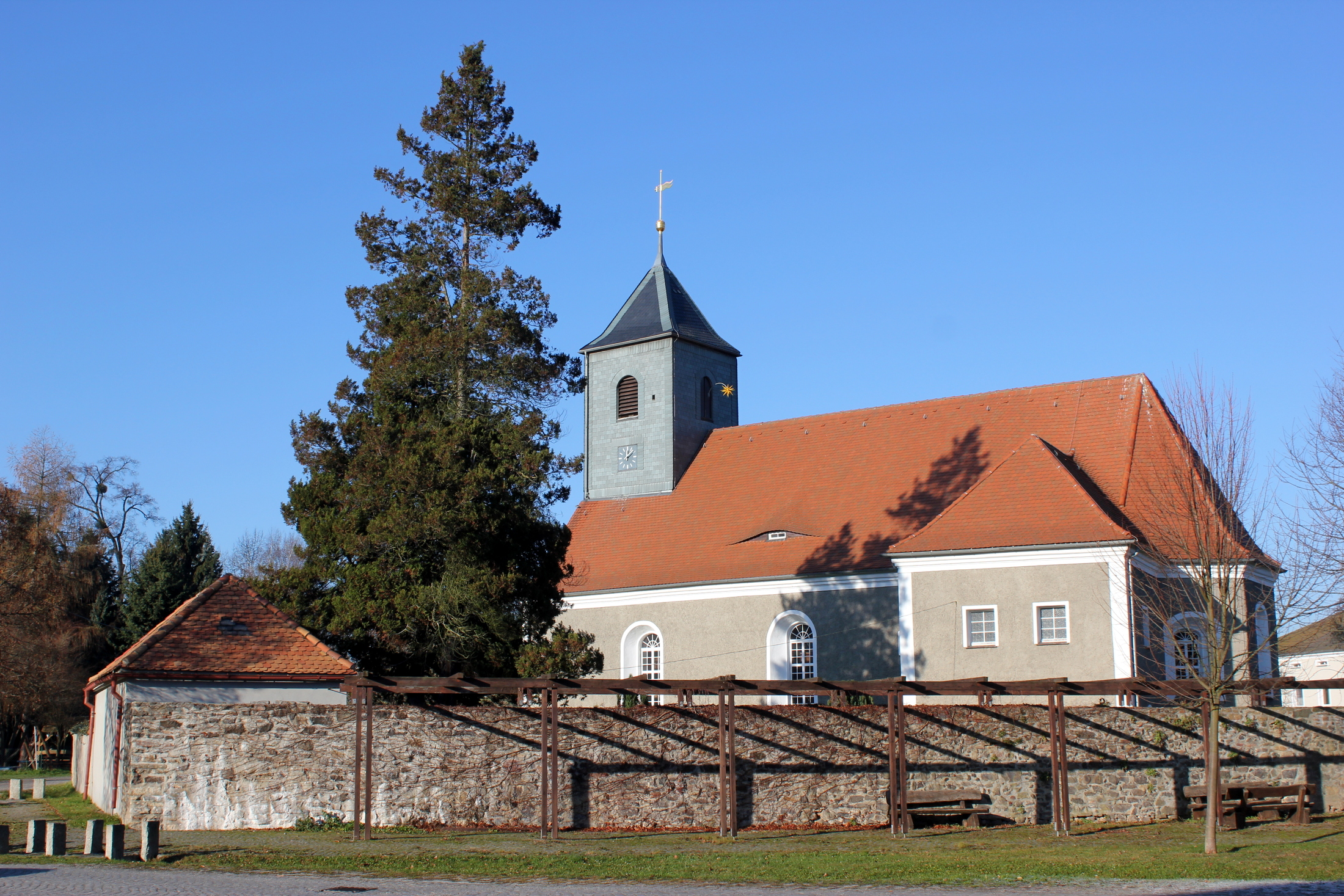
Die Guttauer Kirche

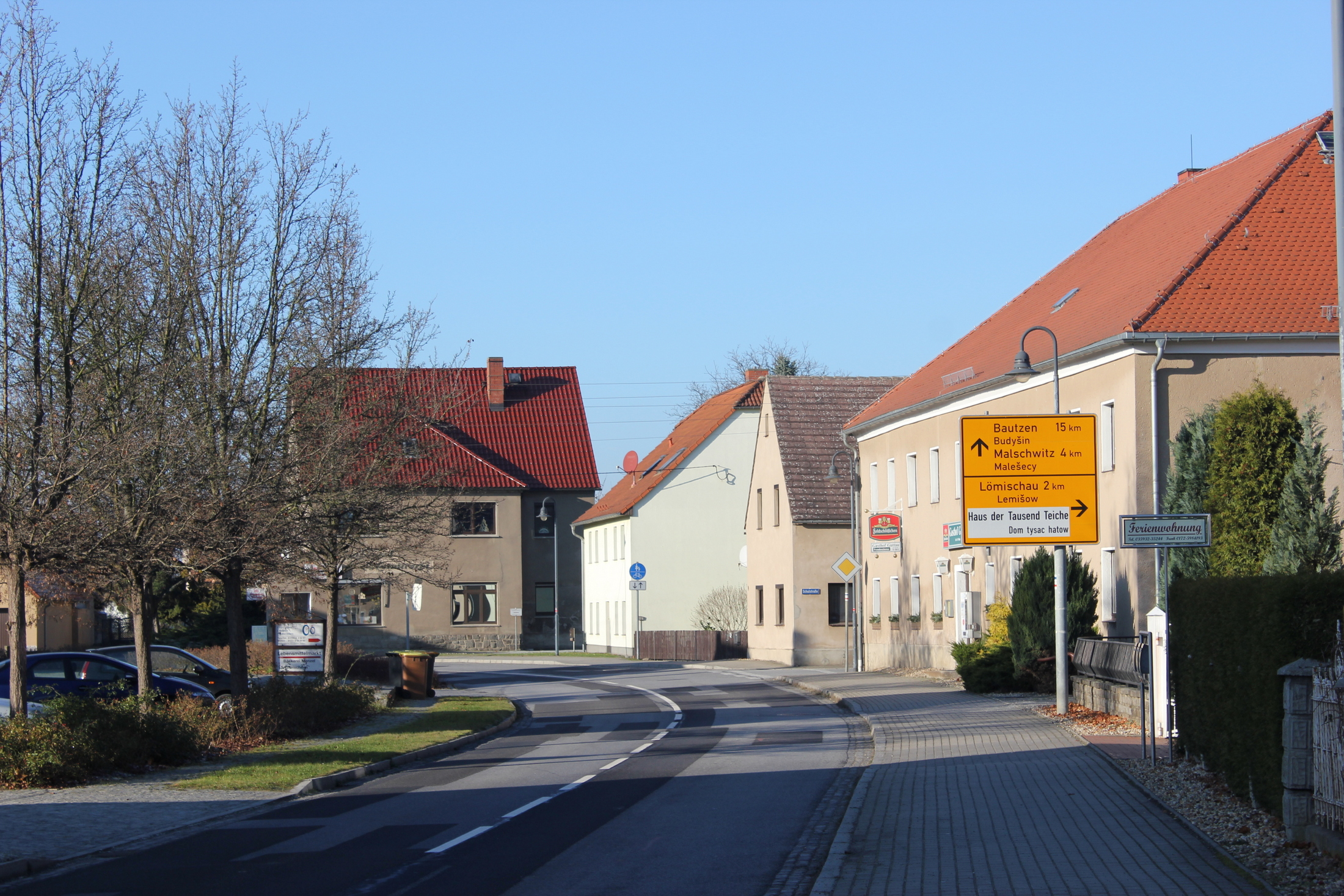
Guttauer Hauptstraße

Guttau liegt im Osten des oben genannten Landkreises am Südrand der Oberlausitzer Heide- und Teichlandschaft. So befinden sich in der Umgebung mehrere große Teiche. Der Ort befindet sich etwa 11 km nordöstlich der Kreisstadt Bautzen in der Nähe der Talsperre Bautzen und liegt nördlich der A 4. Diese ist über den Anschluss Bautzen-Ost (ca. 10 km) zu erreichen. Nordwestlich von Guttau fließt die Spree.

## Geschichte
Guttau wurde am 25. Februar 1222 erstmals als Guttin urkundlich erwähnt. Der Ortsname stammt aus dem altsorbischen Gutina und bedeutet „Siedlung am/im dichten Wald“, vgl. tschechisch hutný, „dicht, fest“ bzw. obersorbisch husto, „dicht“.
Für seine Statistik über die sorbische Bevölkerung in der Oberlausitz ermittelte Arnošt Muka um 1885 eine Bevölkerungszahl von 340 Einwohnern; davon waren 318 Sorben (94 %) und 22 Deutsche. 1956 lag der sorbischsprachige Bevölkerungsanteil in der Gemeinde noch bei 57,3 %. Seither ist er weiter stark zurückgegangen.
Am 1. Juli 1950 wurde die bis dahin eigenständige Gemeinde Wartha eingegliedert.
Am 1. Januar 2013 wurde die Gemeinde Guttau nach Malschwitz eingegliedert. Zuvor verband beide Gemeinden seit 1996 die Verwaltungsgemeinschaft Malschwitz. Die Gemeinde Guttau bestand vor ihrer Auflösung aus den folgenden neun Ortsteilen (Einwohnerzahlen von 2008):
| - Brösa (Brězyna), 197 Einwohner - Guttau (Hućina), 371 Ew. - Halbendorf/Spree (Połpica), 223 Ew. - Kleinsaubernitz (Zubornička), 344 Ew. - Lieske (Lěskej), 46 Ew. | - Lömischau (Lemišow), 123 Ew. - Neudorf/Spree (Nowa Wjes/Sprjewja), 159 Ew. - Ruhethal (Wotpočink), 15 Ew. - Wartha (Stróža), 153 Ew. |

Zu Guttau gehörte auch der 1938 eingemeindete Ortsteil Neudörfel, ein Häuslerabbau in den Fluren Guttau und Kleinsaubernitz, geteilt durch das Alte Fließ (auch Dubrauker Fließ genannt), einen Flussarm des Löbauer Wassers. Die Gemeinde hatte am 31. Dezember 2011 1581 Einwohner und eine Fläche von 41,66 km².

## Politik
Für Guttau und Brösa gilt die Ortschaftsverfassung.
Der Gemeinderat von Guttau bestand zuletzt aus zwölf Mitgliedern, darunter drei Frauen. Er setzte sich wie folgt zusammen:
| Parteien und Wählergemeinschaften                               | 2009   | 2009   | 2004   | 2004   |
| Parteien und Wählergemeinschaften                               | %      | Sitze  | %      | Sitze  |
| --------------------------------------------------------------- | ------ | ------ | ------ | ------ |
| Christlich Demokratische Union Deutschlands (CDU)               | 46,7   | 6      | 52,5   | 7      |
| Freie Demokratische Partei (FDP)                                | 34,8   | 5      | 31,8   | 4      |
| Die Linke (2004: PDS)                                           | 10,3   | 1      | 15,7   | 1      |
| Bündnis Arbeit, Familie, Vaterland – Liste Henry Nitzsche e. V. | 5,8    | 0      | –      | 0      |
| Sozialdemokratische Partei Deutschlands (SPD)                   | 2,3    | 0      | –      | 0      |
| gesamt                                                          | 100,0  | 12     | 100,0  | 12     |
| Wahlbeteiligung                                                 | 58,4 % | 58,4 % | 59,2 % | 59,2 % |

Letzter Bürgermeister der Gemeinde Guttau war Andreas Skomudek (FDP).

### Partnerorte
- Lidzbark (Lautenburg), Polen (Kooperationsvereinbarung)
- Guttau, Ortsteil von Grömitz in Schleswig-Holstein, bei Lübeck
- Stara Kamienica (Polen)

## Sehenswürdigkeiten
- Naturlehrpfad in der Teichgruppe Guttau zwischen Guttau und dem Ortsteil Wartha
- Naturschutzgebiete Auewald Guttau (Eichelgarten) und Eisenberg (im Volksmund „Kliensberg“ genannt)
- Fischereimuseum in Guttau

## Bildung
In Guttau gibt es eine Grundschule. Die nächstgelegene Oberschule befindet sich im benachbarten Malschwitz, das nächste Gymnasium im 14 km entfernten Bautzen.